# Hilary A. Herbert

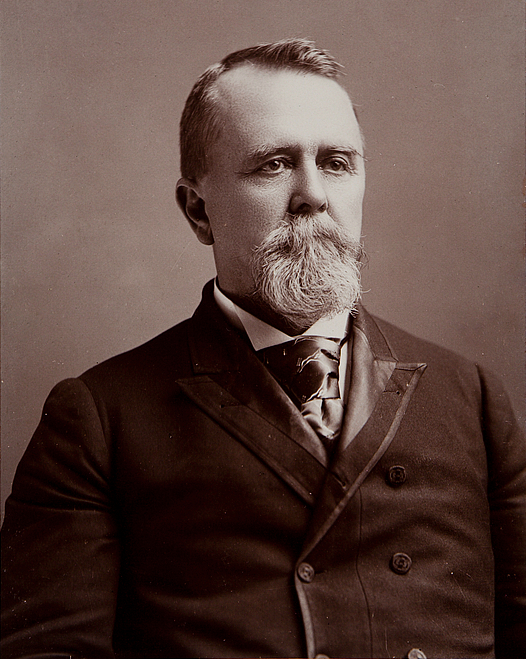
Hilary A. Herbert

Hilary Abner Herbert (* 12. März 1834 in Laurens, Laurens County, South Carolina; † 6. März 1919 in Tampa, Florida) war ein US-amerikanischer Politiker (Demokratische Partei), der dem Kabinett von Präsident Grover Cleveland als Marineminister angehörte.
Der in South Carolina geborene Herbert zog mit seinen Eltern 1846 nach Alabama, wo sich die Familie im Butler County niederließ. Er besuchte zwischen 1853 und 1856 die University of Alabama und die University of Virginia, studierte die Rechte und wurde 1857 in die Anwaltskammer aufgenommen, woraufhin er in Greenville zu praktizieren begann.
Während des Amerikanischen Bürgerkriegs trat Herbert der Konföderiertenarmee bei. Er erreichte den Rang eines Colonel im 8. Infanterieregiment aus Alabama und wurde bei der Schlacht in der Wilderness am 6. Mai 1864 verwundet.
Nach dem Krieg arbeitete Hilary Herbert wieder als Anwalt in Greenville, bis er 1872 nach Montgomery umzog. Seine politische Laufbahn begann 1876 mit der Wahl ins US-Repräsentantenhaus, dem er nach siebenmaliger Wiederwahl vom 4. März 1877 bis zum 3. März 1893 angehörte. Während dieser Zeit war er Vorsitzender des Marineausschusses und dabei zum größten Teil verantwortlich für die Steigerung der Zuwendungen an die US Navy, die dieser wieder zu alter Stärke verhalfen.
Als Präsident Cleveland im März 1893 seine zweite Amtszeit nach vierjähriger Unterbrechung antrat, berief er Hilary A. Herbert als Secretary of the Navy in sein Kabinett. Als Minister gelang es ihm, trotz einer zwischenzeitlichen Wirtschaftskrise die Unterstützung für einen Ausbau der Navy zu gewinnen, sodass die Flotte letztlich für den 1898 beginnenden Spanisch-Amerikanischen Krieg gerüstet war.
Nach seinem Ausscheiden aus der Regierung im März 1897 blieb Herbert in Washington und arbeitete dort weiterhin als Anwalt. Er starb im März 1919 in Florida. Im Gedenken an ihren ehemaligen Minister benannte die Navy den Zerstörer USS Herbert (DD-160) nach ihm. Herbert Island, eine Insel der Aleuten, ist nach ihm benannt.